# Honrubia de la Cuesta
Honrubia de la Cuesta és un municipi de la província de Segòvia, a la comunitat autònoma de Castella i Lleó.

## Demografia
| 1991 | 1996 | 2001 | 2004 |
| ---- | ---- | ---- | ---- |
| 107  | 90   | 71   | 91   |